# Ipomoea quamoclit
El cundeamor (Ipomoea quamoclit) es una planta trepadora perenne del género Ipomoea perteneciente a la familia de las convolvuláceas.

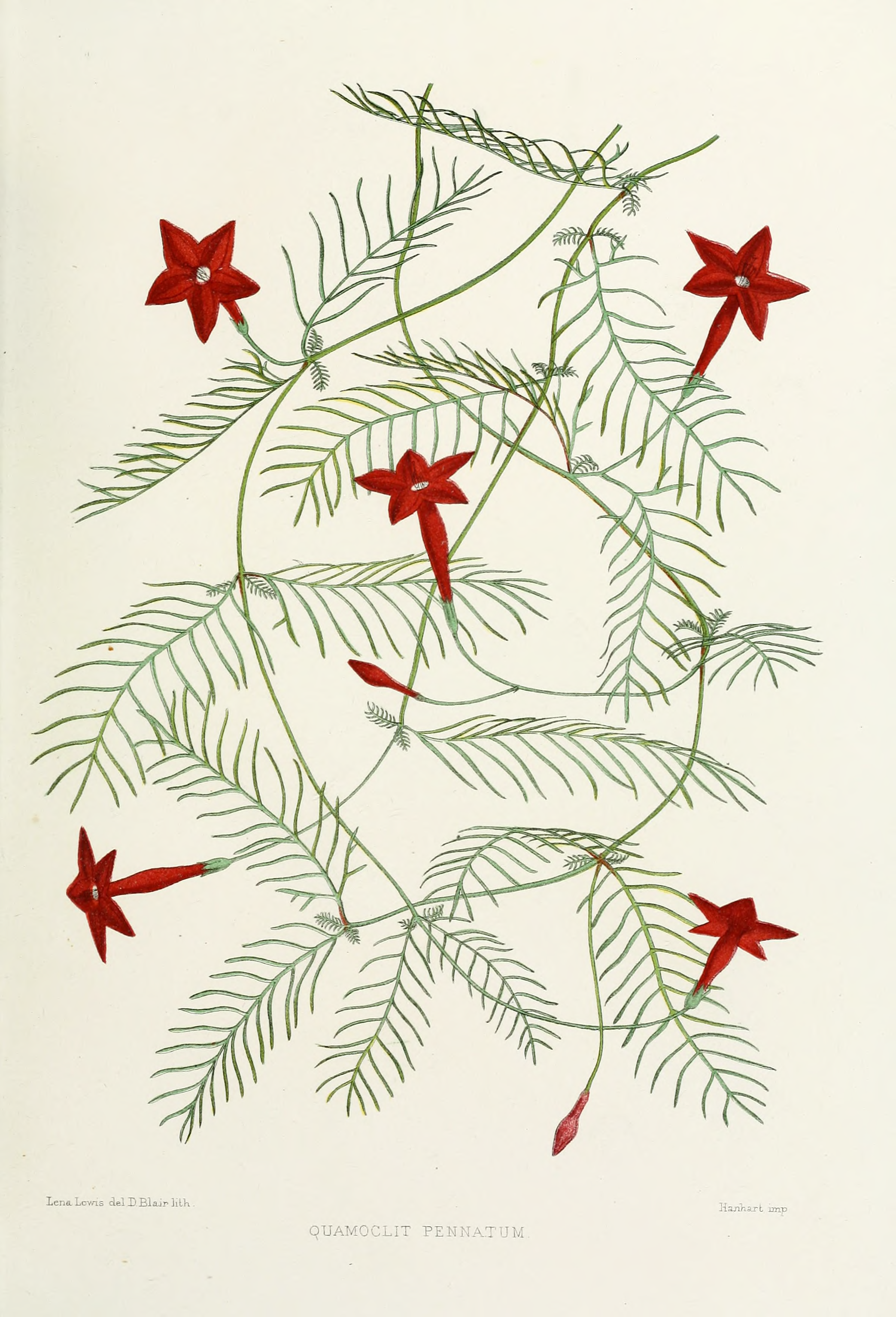
Flores

## Distribución geográfica
Es originaria de la América tropical probablemente nativa de México (Stevens et al., 2001).
Introducida al Viejo Mundo y en las islas del Pacífico. Frecuentemente invasiva.

## Descripción
Sus hojas en forma de corazón son enteras o lobuladas, y sus flores se abren en forma de campana o estrella. Estas son fragantes, en una extensa gama del blanco al púrpura. 
Se trata de una planta herbácea anual o perenne que alcanza los 1-3 m de altura. Las hojas son 2-9 cm de largo, profundamente lobuladas (casi pinnadas) con 9-19 lóbulos en cada lado de la hoja. Las flores son de 3-4 cm de largo y 2 cm de diámetro, con forma de trompeta con cinco puntos, y puede ser de color rojo, rosado o blanco; la floración es de principios de verano a finales de otoño.

## Cultivo
Cultivada como planta ornamental por sus flores, en áreas muy frías para sobrevivir durante el invierno, crece como planta anual. Su propagación se realiza por semillas previamente remojadas en agua para germinar. 

## Taxonomía
Ipomoea quamoclit fue descrita por Carolus Linnaeus y publicado en Species Plantarum 1: 159–160. 1753.
Etimología
Ipomoea: nombre genérico que procede del griego ips, ipos = "gusano" y homoios = "parecido", por el hábito voluble de sus tallos. 
quamoclit: epíteto
Sinonimia
| - Quamoclit quamoclit (L.) Britt. - Quamoclit vulgaris Choisy - Convolvulus pennatifolius Salisb. - Convolvulus pennatus Desr. - Convolvulus pinnatus Desr. - Convolvulus quamoclit (L.) Spreng. - Ipomoea cyamoclita St.-Lag. - Quamoclit pennata (Desr.) Bojer - Quamoclit pinnata (Desr.) Bojer - Quamoclit vulgaris var. albiflora G.Don |